# Liste der Naturdenkmale in Oberschlettenbach
Die Liste der Naturdenkmale in Oberschlettenbach nennt die im Gemeindegebiet von Oberschlettenbach ausgewiesenen Naturdenkmale (Stand 23. Mai 2024).

## Naturdenkmale
| Nr.         | Bezeichnung | Lage                                                 | Beschreibung                                                                         | Bild                          |
| ----------- | ----------- | ---------------------------------------------------- | ------------------------------------------------------------------------------------ | ----------------------------- |
| ND-7337-254 | Rödelstein  | südöstlich des Ortes auf dem gleichnamigen Berg Lage | auch Rothelstein; langgestreckter Buntsandsteinfelsen; teilweise zu Vorderweidenthal | mehr Fotos \| Fotos hochladen |